# Agarak (Ashtarak)
Agarak (en armenio: Ագարակ, comúnmente conocido como Agarak de Ashtarak para diferenciarlo de Agarakavan) es una comunidad rural de Armenia ubicada en la provincia de Aragatsotn.
En 2009 tenía 1813 habitantes.
Posee un destacado yacimiento arqueológico, donde se hallan algunas de las obras humanas excavadas en piedra más antiguas del Cáucaso. Los yacimientos datan de la Edad del Bronce, pudiendo datarse el Agarak 1 en torno al año 3400 antes de Cristo. No obstante, el actual Agarak fue fundado en 1919 por emigrantes de Van y Bitlis.
Se ubica junto al río Amberd en el cruce de las carreteras M1 y H20, en la periferia occidental de Ashtarak.